# Duke Nukem: Manhattan Project
|  | For andre betydninger af ordet Manhattan, se Manhattan (flertydig). |
Duke Nukem: Manhattan Project er et platformcomputerspil med Duke Nukem der er lavet af 3D Realms. Spillets gameplay minder meget om dets forgængere Duke Nukem og Duke Nukem II. I spillet gælder det om at springe fra platform til platform og skyde fjender.

## Ekstern henvisning/kilde
- 3D Realms hjemmeside Arkiveret 19. juli 2006 hos  Wayback Machine

| computerspil | Spire Denne computerspilsrelaterede artikel er en spire som bør udbygges. Du er velkommen til at hjælpe Wikipedia ved at udvide den. |